# Thai Union Manufacturing Group
Thai Union Manufacturing Group (renombrada como Thai Union) es una compañía tailandesa que se dedica principalmente a la producción de conservas de pescado, tales como conservas de atún, caballa, salmón, sardinas y arenques aunque también se dedica a la captura pesquera.
Su sede principal se localiza en la ciudad de Samut Sakhon y sus marcas principales son Chicken of the Sea, John West, Mareblu, Petit Navire, QFresh y Sealect aunque produce para marcas como Primor (Perú, marca de Alicorp) y A-1 (Perú, marca de Corporación Custer).

## Marcas
John West
John West es una marca de conservas de Reino Unido fundada en 1857, su organización principal es MW Brands SAS. 
Controversias de la marca
John West es el único fabricante de conservas de pescado del Reino Unido e Irlanda que posee una flota de buques que garantiza la visibilidad de toda su cadena de suministro pesquero.  En octubre de 2011, tras las polémicas anteriores, la empresa anunció que su cadena de suministro se haría totalmente transparente para sus consumidores al permitir que el público rastreara "al 100%" cada lata de pescado hasta el barco original y el lugar de captura, utilizando un "Can Tracker" en el sitio web de la empresa. La aplicación permite a los consumidores de John West rastrear la fuente exacta del pescado en su lata, incluido el océano e incluso el barco que realizó la captura.
Sin embargo, en octubre de 2015, el grupo conservacionista Greenpeace acusó a John West de no cumplir con su palabra y de haber hecho una promesa "profundamente engañosa" y "claramente falsa" a tal efecto.  Greenpeace pidió voluntarios para comprobar los códigos de trazabilidad de las latas de John West.  Se descubrió que, aunque el sitio web mostraba que solo se capturaba atún en las Seychelles, Ghana y Portugal, de hecho un gran número de latas procedían de fábricas de conservas propiedad de la empresa matriz de John West, Thai Union, en la región tailandesa de Samut Sakhon.  Esto no se divulgó en el sitio web, y no se proporcionó el rastreo de dichas latas; la industria pesquera de la zona también es notoria por la violación de los derechos humanos y el trabajo forzado y en régimen de servidumbre en los buques pesqueros, y por el uso de métodos de pesca indiscriminados y nocivos.
Se estima que el 98% del atún de John West fue capturado utilizando métodos perjudiciales para el medio ambiente o para otras especies como los delfines, según un segundo estudio, siendo solo el 2% sostenible, lo que sitúa a John West en el último lugar en cuanto a la sostenibilidad de la pesca en ese momento. John West describió la omisión como "simplemente una limitación de la página web", y afirmó que "sencillamente, ya no hay suficientes atunes con caña y línea disponibles para satisfacer la demanda mundial.... nos ha resultado extremadamente difícil aumentar la proporción de atún con caña y línea de John West que podemos suministrar".
La controversia se difundió ampliamente en las noticias, lo que llevó a John West a cambiar su sitio web para declarar que los clientes que deseen rastrear una lata de Tailandia deben enviar un correo electrónico a la empresa en su lugar, para más detalles.

## Rendimiento financiero
En 2017, Thai Union Manufacturing Group tenía unos ingresos de 140.000 millones de baht, con un beneficio neto de 6.000 millones de baht.  Los activos totales ascendieron a 146.300 millones de baht.  El capital social total fue de 48.200 millones de baht.
El objetivo de Thai Union Manufacturing Group es alcanzar los 8.000 millones de dólares en ingresos para 2020.  La contribución de ingresos de sus diferentes negocios a partir de 2017 son:
1. Negocio de pescados y mariscos, 45 por ciento
2. Pescados, mariscos congelados, refrigerados y negocios relacionados, 42 por ciento
3. PetCare, valor agregado y otros, 13 por ciento

## Historia de la compañía
• 1977: establecido el 17 de marzo de 1977 como Asian Pacific Thai Tuna Co, Ltd. con capital inicial de 25 millones baht.
• 1988: rebautizado Thai Union Frozen Products PLC en marzo de 1988.
• 2010: marcas de MW adquiridas (ahora Thai Union Europa) de Trilantic Capital Partners por 680 millones de euros.
• 2010: ampliado y diversificado en el negocio de alimentos para mascotas con U.S. Pet Nutrition LLC.
• 2013: se convirtió en la primera compañía tailandesa en unirse al Global Compact de Naciones Unidas, una iniciativa dirigida a "promover políticas sostenibles y socialmente responsables. " 
• 2013: se convirtió en miembro fundador de la Fundación Internacional de sostenibilidad de mariscos (ISSF).
• 2014: firmó un acuerdo para que las marcas MW se apoderaran de la compañía francesa MerAlliance, la cuarta productora de salmón ahumado más grande de Europa, de 40 años de edad. Los ingresos de MerAlliance para el año 2014 fueron de 220 millones de dólares.
• 2014 – 2017: incluido en los índices de sostenibilidad Dow Jones (DJSI) por cuatro años consecutivos, con la compañía clasificada en el percentil 97th entre las empresas de la industria. 
• 2015: remarcado como grupo de Thai Union PLC (TU). Esta remarcación fue parte de una iniciativa para  "integrar todas sus filiales [de Thai Union Group] bajo una sola visión corporativa nueva, misión y valores fundamentales, así como una marca corporativa unificada." 
• 2016: lanzó SeaChange, la estrategia de sostenibilidad de la empresa. 
• 2016: Chicken of the Sea (marca de la compañía) retiró 107.000 (5 oz.) latas de atún en los Estados Unidos debido a la mala subcocción y a un mal funcionamiento del equipo en una fábrica no revelada.

## Problemas
Thai Union Group fue acusado, entre otras cosas, en un artículo del New York Time de practicar una forma de esclavitud, incluyendo el trabajo infantil.  Thai Union Group se defendió contra tales cargos.
Greenpeace
Greenpeace denuncia los métodos destructivos de concentración de peces.  Sin embargo, en julio de 2017, Thai Union Group decidió llegar a un acuerdo con Greenpeace y prometió:
• Una reducción media del 50% para 2020 en el número de dispositivos de concentración de peces utilizados en todas sus cadenas de suministro.
• Ampliar la moratoria sobre el transbordo en el mar a nivel mundial
• La implementación de un sistema de trazabilidad que permita a los consumidores verificar el origen del atún y la forma en que fue capturado.
• El acuerdo establece que Greenpeace y la Unión Tailandesa se reunirán cada seis meses para verificar la aplicación de las medidas.  Y a finales de 2018, un organismo tercero independiente supervisará el progreso.

## Premios
Premio Gold Standard 2016 a la ciudadanía corporativa.
El premio Gold Standard Award recompensa la excelencia en sostenibilidad, buen gobierno y responsabilidad corporativa.  El premio es un reconocimiento a la importancia de SeaChange®, la estrategia de sostenibilidad de Thai Union.
Premio a la lucha contra la esclavitud
Thai Union Group fue nominada para el premio a la lucha contra la esclavitud de la Fundación Thomson Reuters en 2016.
Premio SEAL a la Sostenibilidad Empresarial 2017
Thai Union recibió el Premio al Impacto Organizacional en el 2017 SEAL Business Sustainability Awards
Premio al Líder del Año en Sostenibilidad de Edie
El Director Global de Desarrollo Sostenible de la Unión Tailandesa, Dr. Darian McBain, fue nombrado Líder de Sostenibilidad del Año en el edie Sustainability Leaders Awards 2018 en Londres.  Los premios celebran la excelencia y la innovación en materia de sostenibilidad, desde las empresas multinacionales más grandes hasta las organizaciones más pequeñas.